# Acrotrichis dispar
Acrotrichis dispar är en skalbaggsart som först beskrevs av Matthews 1865.  Acrotrichis dispar ingår i släktet Acrotrichis, och familjen fjädervingar. Arten är reproducerande i Sverige.